# Commandant Charcot (1947)
Ne doit pas être confondu avec Commandant Charcot (navire).
Le USS Lancewood (AN-48/YN-67), est un navire poseur de filets de classe Ailanthus construit pour la marine américaine pendant la Seconde Guerre mondiale. En service dans le Pacifique pendant la guerre, il a obtenu une Service star. Après son déclassement en février 1946, il est vendu à la France et devient le Commandant Charcot.

## Histoire
Le Lancewood (YN-67) est construit sous le nom d' Ironwood le 15 octobre 1942 par la Pollock-Stockton Shipbuilding Company (en) à Stockton en Californie. Il est rebaptisé Lancewood le 3 avril 1943 et est lancé le 2 mai 1943 puis mis en service le 18 octobre 1943. Après un croisière au large de la côte californienne, le Lancewood est affecté au 12e district naval de San Francisco, en Californie. Reclassé AN-48 le 20 janvier 1944, il entretient les filets et répare les lignes de filets jusqu'à son départ de San Francisco le 1er décembre. Chargé d'amarres de flotte, il navigue via San Pedro, en Californie, jusqu'à Pearl Harbor, où il arrive le 16.
Le Lancewood navigue vers l'ouest de l'océan Pacifique le 24 janvier 1945. Après avoir touché Eniwetok et Guam, il atteint une zone d'attente au large d'Iwo Jima le 20 février et, trois jours plus tard, commencé à retirer les péniches de débarquement endommagées des plages pour faciliter les opérations de déchargement. Il place des amarres, pose des filets et récupère des péniches de débarquement au large d'Iwo Jima jusqu'au 12 avril, date à laquelle il part pour les îles Mariannes.
Il sert à Guam du 19 avril au 10 juin ; puis se rend à Ulithi, où il arrive le 12 juin pour servir de navire de réparation de filets. Il commence à retirer les défenses en filet le 30 août, puis se rend aux îles Yap le 2 septembre pour la reddition des forces japonaises le lendemain. Il reste à Yap jusqu'au 7 septembre, revient à Ulithi le 8 et reprend les opérations de retrait de filets.
Chargé de panneaux de filet, il navigue vers Saipan du 14 au 17 octobre et décharge sa cargaison. En partant le 26 octobre, il navigue via les îles Midway et Pearl Harbor pour la côte ouest des États-Unis et arrive à San Francisco le 25 novembre.
Resté à San Francisco, il est mis hors service le 11 février 1946. Amarré à Suisun Bay, en Californie, il est vendu le 28 avril 1947 à Robert A. Martinolich, à San Francisco, et transféré le 3 mai à la Commission maritime des États-Unis pour une livraison simultanée à son acheteur, le Gouvernement français. Il prend alors le nom de commandant Charcot.
Après une première tentative en février 1949 qui échoue en raison d'un pack trop important, le Commandant Charcot parvient, en janvier 1950, à débarquer un groupe de onze hommes en Antarctique oriental. Ceux-ci y fondent la base de Port-Martin où ils hivernent, marquant ainsi le retour de la France en terre Adélie.